# Plathemis lydia
Plathemis lydia is een libellensoort uit de familie van de korenbouten (Libellulidae), onderorde echte libellen (Anisoptera). De wetenschappelijke naam Plathemis lydia is voor het eerst geldig gepubliceerd in 1773 door Drury.

## Uiterlijke kenmerken
Het mannetje heeft een lichtblauw lijf terwijl het vrouwtje een bruiner lichaam heeft. Een jong vrouwtje heeft een lichter lijf dan een volgroeide Plathemis lydia terwijl een oudere juist veel donkerder is. Beide hebben een donkerbruine baan die loopt over het midden van de vleugels. De libelle kan een lengte van 5 centimeter bereiken.

## Territorium
Volwassen mannetjes krijgen een witte waas over hun blauwe achterlijf. Tijdens territoriaal vertoon verheft het mannetje zijn achterlijf als dreiging naar indringers. Minder dominante mannetjes laten het zakken als teken van onderdanigheid. Deze soort verdedigt zijn territorium, een stuk water van 10 tot 30 meter, meerdere uren per dag door er rond te patrouilleren. Hij verdedigt dit onder andere tegen andere libellesoorten.
Mannetjes met het grootste territorium hebben meer kans om te paren met vrouwtjes.
Volwassen exemplaren voeden zich met vliegende insecten.

## Verspreiding
Plathemis lydia leeft bij traag stromende tot stilstaande poelen en moerassen maar ook stroompjes en meren.
Hij komt voor in heel Noord-Amerika.